# Glypta scabrosa
Glypta scabrosa är en stekelart som beskrevs av Dasch 1988. Glypta scabrosa ingår i släktet Glypta och familjen brokparasitsteklar. Inga underarter finns listade i Catalogue of Life.